# فرنسيس دريفوس
فرنسيس دريفوس (بالفرنسية: Francis Dreyfus)‏ هو ملحن ومنتج أسطوانات فرنسي، ولد في 1940 في Le Raincy ‏ في فرنسا، وتوفي في 24 يونيو 2010 في نويي-سور-سين في فرنسا.

## وصلات خارجية
- الموقع الرسمي
- فرنسيس دريفوس على موقع IMDb (الإنجليزية)
- فرنسيس دريفوس على موقع ميوزك برينز (الإنجليزية)
- فرنسيس دريفوس على موقع ديسكوغز (الإنجليزية)
- فرنسيس دريفوس على موقع قاعدة بيانات الفيلم (الإنجليزية)